# Ulrich Manitz
Ulrich Manitz (* 25. August 1972 in Dresden, Deutsche Demokratische Republik) ist ein deutscher Journalist und Medienmanager.

## Leben
Manitz wuchs in Dresden auf und besuchte bis 1989 die 68. Polytechnische Oberschule in Leubnitz und danach die Kreuzschule. Nach dem Abitur war er zunächst für die Dresdner Tageszeitung Die Union und später auch die Morgenpost als Journalist tätig, ehe er in das Dresdner Büro des Deutschlandfunks wechselte. Ab 1992 absolvierte er parallel zu seiner Tätigkeit als Hörfunkjournalist ein Studium der Rechtswissenschaften an der Technischen Universität Dresden.
1999 verließ Manitz Dresden und war in der Folge als Programmdirektor für private Hörfunksender der RTL Group tätig, zunächst bei 89.0 RTL und später bei Hit-Radio Brocken. Anfang 2005 übernahm er den Posten des Programmdirektors bei SkyRadio. Ende 2007 übernahm er die Position des Nachrichtenchefs bei RPR1 und war zudem dort als Nachrichtensprecher tätig.
Zum März 2010 wechselte Manitz zum Mitteldeutschen Rundfunk, wo er zunächst am Standort Halle (Saale) in der Hörfunkdirektion für Programmentwicklung zuständig war und in dieser Funktion auch an der grundlegenden Programmreform des Senders MDR Jump beteiligt, dessen Programmchef er Ende September 2011 auch wurde. Er wurde damit Nachfolger von Michael Schiewack, der den MDR im März 2011 verlassen hatte. In der Übergangszeit hatte Hörfunkdirektor Johann Michael Möller den Sender interimistisch geleitet. Manitz gelang während seiner Amtszeit ein Ausbau der Reichweite von MDR Jump hin zum reichweitenstärksten Sender Ostdeutschlands.
Zum April 2024 übernahm Manitz die Leitung der Hörfunkredaktion von MDR Sachsen-Anhalt im Magdeburger Landesfunkhaus des Mitteldeutschen Rundfunks. Er folgte damit auf Winfried Bettecken. Seine Nachfolgerin als Programmchefin von MDR Jump wurde Sissy Metzschke.